# Neuvy-en-Sullias
Neuvy-en-Sullias ist eine französische Gemeinde mit 1365 Einwohnern (Stand 1. Januar 2022) im Département Loiret in der Region Centre-Val de Loire und gehört zum UNESCO-Welterbe.

## Geographie und Klima
Sie liegt nahe am linken Ufer der Loire zwischen Gien und dem rund 35 km entfernten Orléans, in der Landschaft Sologne. Durch den Ort fließt der Leu, der mit seinen Zuflüssen den Großteil des Gemeindegebietes entwässert und später unter dem Namen Dhuy in den Loiret mündet. 
Das Klima ist typisch ozeanisch mit mildem, regnerischen Winter (3–4 °C) und feucht-kühlem Sommer (16–18 °C).

## Geschichte
Der Ort trug den Namen Noviacus (855) oder Novus Vicus (900), was so viel wie „die neue Stadt“ bedeutet. Er liegt im ehemaligen Wohngebiet der Carnuten, unter dem Namen Cassiciate oder Cassicion wird ein hier gelegenes Gestüt genannt. 
Bei Steinbrucharbeiten wurden 1861 auf dem linken Loire-Ufer mehrere gallo-römische Bronzestatuetten entdeckt. Der Schatz von Neuvy-en-Sullias besteht aus neun menschlichen Figuren, die vermutlich Tänzer und Tänzerinnen darstellen, drei Wildschweinen, einem Hirsch und einem Pferd. Die Pferdeskulptur enthält eine Weiheinschrift, die dem Gott Rudiobus gewidmet ist, sie könnte darauf hindeuten, dass der Ort schon früh als Gestüt genutzt wurde. Die Bronzen sollten offenbar in dem unterirdischen Raum, wo man sie fand, nur vorübergehend versteckt werden.

### Bevölkerungsentwicklung
| Jahr                       | 1962 | 1968 | 1975 | 1982 | 1990 | 1999 | 2009 | 2018 |
| Einwohner                  | 450  | 408  | 483  | 590  | 798  | 933  | 1168 | 1361 |
| Quellen: Cassini und INSEE |      |      |      |      |      |      |      |      |